# Hrabstwo Coal

Piramida wieku mieszkańców hrabstwa

Coal – hrabstwo w stanie Oklahoma w USA. Założone w 1907 roku. Populacja liczy 6031 mieszkańców (stan według spisu z 2000 roku).
Powierzchnia hrabstwa to 1350 km² (w tym 8 km² stanowią wody). Gęstość zaludnienia wynosi 2 osoby/km².

## Miejscowości
- Bromide
- Coalgate
- Lehigh
- Phillips
- Tupelo